# カレン・ハチャノフ
カレン・アブガロヴィチ・ハチャノフ（Karen Abgarovich Khachanov, ロシア語: Карен Абгарович Хачанов, アルメニア語: Կարեն Աբգարի Խաչանով, 1996年5月21日 - ）は、ロシア・モスクワ出身の男子プロテニス選手。ATPランキング自己最高位はシングルス8位、ダブルス64位。ATPツアーでシングルスで7勝、ダブルス1勝を挙げている。身長198cm。右利き、バックハンド・ストロークは両手打ち。日本の一部メディアでは「カチャノフ」とも表記される。

## 選手経歴

### ジュニア時代
エレバン出身のアルメニア人である父親はセミプロレベルでバレーボールをしており、その後医学を学び、母親はロシア人であり、同じく医学を学んでおり、その両親のもとに生まれた。3歳の時にテニスを始め、幼稚園にあるテニスグループで練習をしていた。
ハチャノフは12歳の時にプロテニス選手になることを決めて、15歳にクロアチアに移り、コーチの指導を受け、本格的にプロを目指すようになる。

### 2013年 プロ転向
2013年にプロ転向。ITFのヨーロッパで開催されたU-18の大会で優勝を果たす。ワイルドカードを獲得してATPツアー・250シリーズであるクレムリン・カップではアルベルト・ラモス＝ビニョラス、ヤンコ・ティプサレビッチを破り、ATPツアーでベスト8入り。準々決勝ではイボ・カロビッチに敗れた。10月にデビスカップロシア代表に選抜された。

### 2014年 フューチャーズ初優勝
2014年8月に中華台北で開催されたITF男子サーキットでフューチャーズ初優勝をする。9月でフランスで開催されたフューチャーズ大会でフューチャーズ2勝目を挙げる。
南京ユースオリンピックではダブルスでアンドレイ・ルブレフと組んで銀メダルを獲得する。
ユースオリンピック決勝進出結果
| 結果   | 年     | 大会           | サーフェス | パートナー           | 対戦相手                              | スコア           |
| ------ | ------ | -------------- | ---------- | -------------------- | ------------------------------------- | ---------------- |
| 準優勝 | 2014年 | 南京ユース五輪 | ハード     | アンドレイ・ルブレフ | オルランド・ルス マルセロ・ツォルマン | 5–7, 6–3, [3–10] |

### 2015年 チャレンジャー初優勝
3月にフランス、4月にウズベキスタンで開催されたITF男子サーキットで優勝して、その後トータルでフューチャーズ5勝目を挙げた。9月のイスタンブール・チャレンジャー
で優勝し、ATPチャレンジャーツアー初優勝を果たした。年間最終ランキングは152位。

### 2016年 ツアー初優勝 トップ100入り
全米オープンでは予選を勝ち上がり、グランドスラム初出場を果たす。本戦では1回戦でトマス・ファッビアーノを破り、世界ランク7位の錦織圭との2回戦まで進出した。成都オープンでは第7シードのジョアン・ソウザ、アドリアン・マナリノ、第4シードのフェリシアーノ・ロペス、第6シードのビクトル・トロイツキを破り、決勝に進出。決勝でアルベルト・ラモス＝ビニョラスを6–7(4), 7–6(3), 6-3で破り、ツアー初優勝を果たした。年間最終ランキングは53位。

### 2017年 トップ50入り
全豪オープンでは2回戦で第23シードのジャック・ソックに敗退。BNPパリバ・オープンでは2回戦でダビド・ゴファンに敗退。マイアミ・オープンではディエゴ・シュワルツマンに初戦敗退。
モンテカルロ・マスターズでは2回戦でパブロ・カレーニョ・ブスタに敗退。バルセロナ・オープンではベスト8入り。準々決勝でオラシオ・セバジョスに敗退。マドリード・オープンでは1回戦でダビド・ゴファンに敗退。全仏オープンでは2回戦でトマーシュ・ベルディハ、3回戦でジョン・イズナーに勝利して、グランドスラム初めて4回戦に進出。4回戦では世界ランキング1位・第1シードのアンディ・マリーに3-6, 4-6, 4-6のストレートで敗れた。
ハレ・オープンではベスト4入り。準決勝ではロジャー・フェデラーに敗れた。ウィンブルドン選手権では第30シードとして出場し、3回戦で第4シードのラファエル・ナダルに敗れた。
ナショナル・バンク・オープンではパブロ・カレーニョ・ブスタに初戦敗退。ウエスタン・アンド・サザン・オープンでは3回戦で杉田祐一に敗れた。全米オープンでは第25シードで出場するも、盧彦勳に初戦敗退。パリ・マスターズではパブロ・クエバスに初戦敗退。
2017年から新設された11月の21歳以下限定のネクストジェネレーション・ATPファイナルにも出場し、ラウンドロビンで敗退して、シーズン終了。年間最終ランキングは45位。

### 2018年 マスターズ初優勝 トップ20入り
全豪オープンでは2回戦でフアン・マルティン・デル・ポトロに敗れた。2月下旬のオープン13では決勝でリュカ・プイユを破り、ツアー2勝目を挙げた。しかし続くドバイ・テニス選手権では2回戦でプイユに敗れた。BNPパリバ・オープンでは初戦敗退。マイアミ・オープンでは2回戦でケビン・アンダーソンに敗れたが、ダブルスでは同胞のアンドレイ・ルブレフと組み、ATPマスターズ1000ダブルスで準優勝を果たす。
モンテカルロ・マスターズでは3回戦でラファエル・ナダルに敗れた。バルセロナ・オープンでは2回戦でダビド・ゴファンに敗れた。マドリード・オープンではドゥシャン・ラヨビッチに、BNLイタリア国際ではフィリップ・コールシュライバーにそれぞれ初戦敗退。全仏オープンでは2年連続で4回戦進出。4回戦ではアレクサンダー・ズベレフにフルセットの末に敗れた。
ウィンブルドン選手権では1回戦でダビド・フェレール、3回戦でフランシス・ティアフォーらを破り、グランドスラム2大会連続で4回戦進出。4回戦ではノバク・ジョコビッチに敗れた。
ロジャーズ・カップではベスト4入り。準決勝でラファエル・ナダルに敗れた。ウエスタン・アンド・サザン・オープンでは3回戦でマリン・チリッチに敗れた。全米オープンでは3回戦進出するも、第1シードのナダルに敗れた。

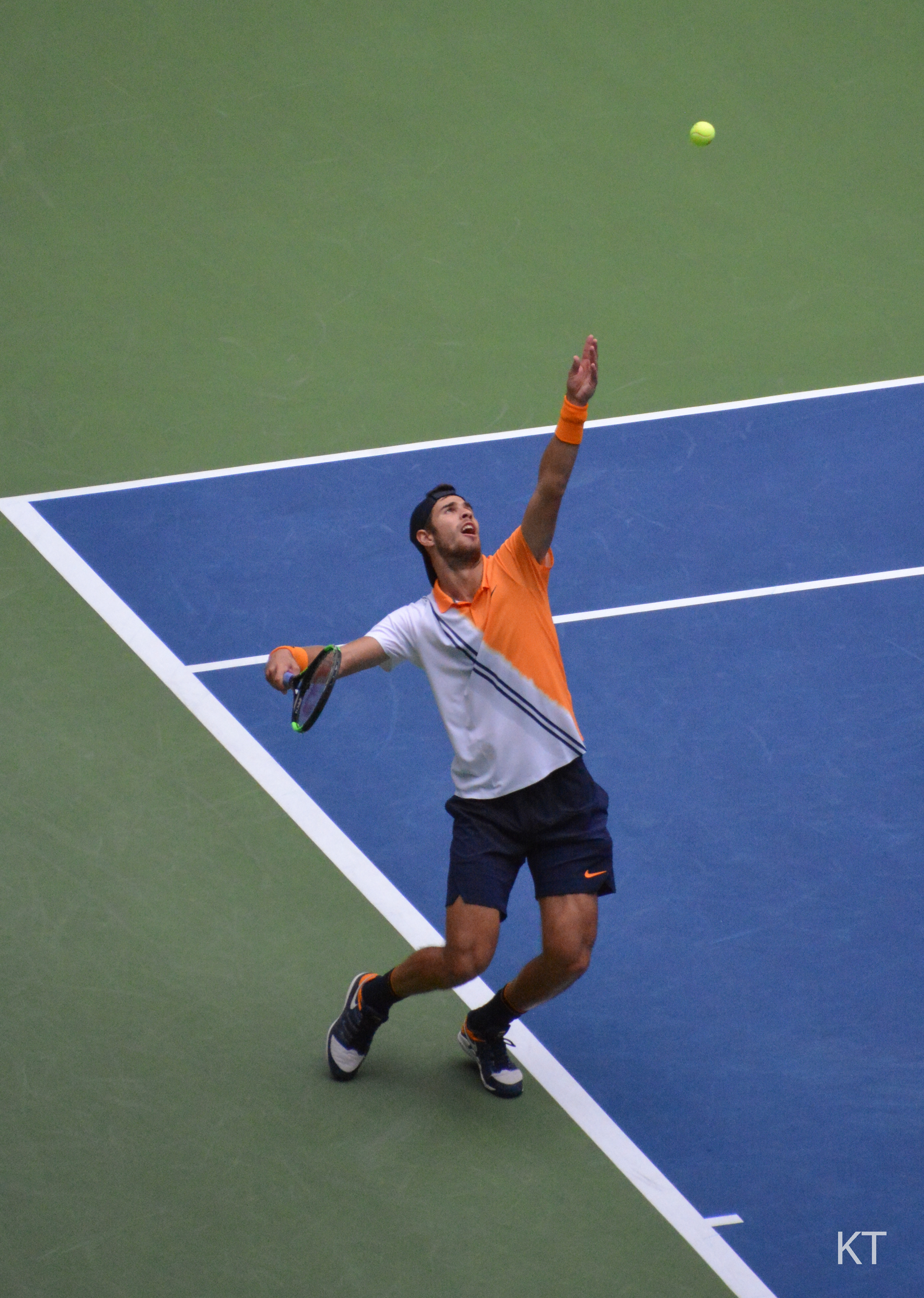
2018年全米オープンでのカレン・ハチャノフ

上海マスターズではステファノス・チチパスに2回戦敗退。しかし、クレムリン・カップでは決勝でアドリアン・マナリノを破り、ツアー3勝目を挙げる。そしてシーズンラストであるマスターズ1000最終戦のパリ・マスターズでは3回戦で第8シードのジョン・イスナー、準々決勝で第4シードのアレクサンダー・ズベレフ、準決勝で第6シードのドミニク・ティームとトップ10選手を撃破し初の決勝進出。決勝で第2シードのノバク・ジョコビッチに7-5, 6-4で勝利し、マスターズ初優勝を果たした。年間最終ランキングは11位。

### 2019年 全仏ベスト8 トップ10入り
全豪オープンでは3回戦でロベルト・バウティスタ・アグートに敗退。BNPパリバ・オープンではベスト8入り。準々決勝ではラファエル・ナダルに敗れた。マイアミ・オープンではジョーダン・トンプソンに初戦敗退。

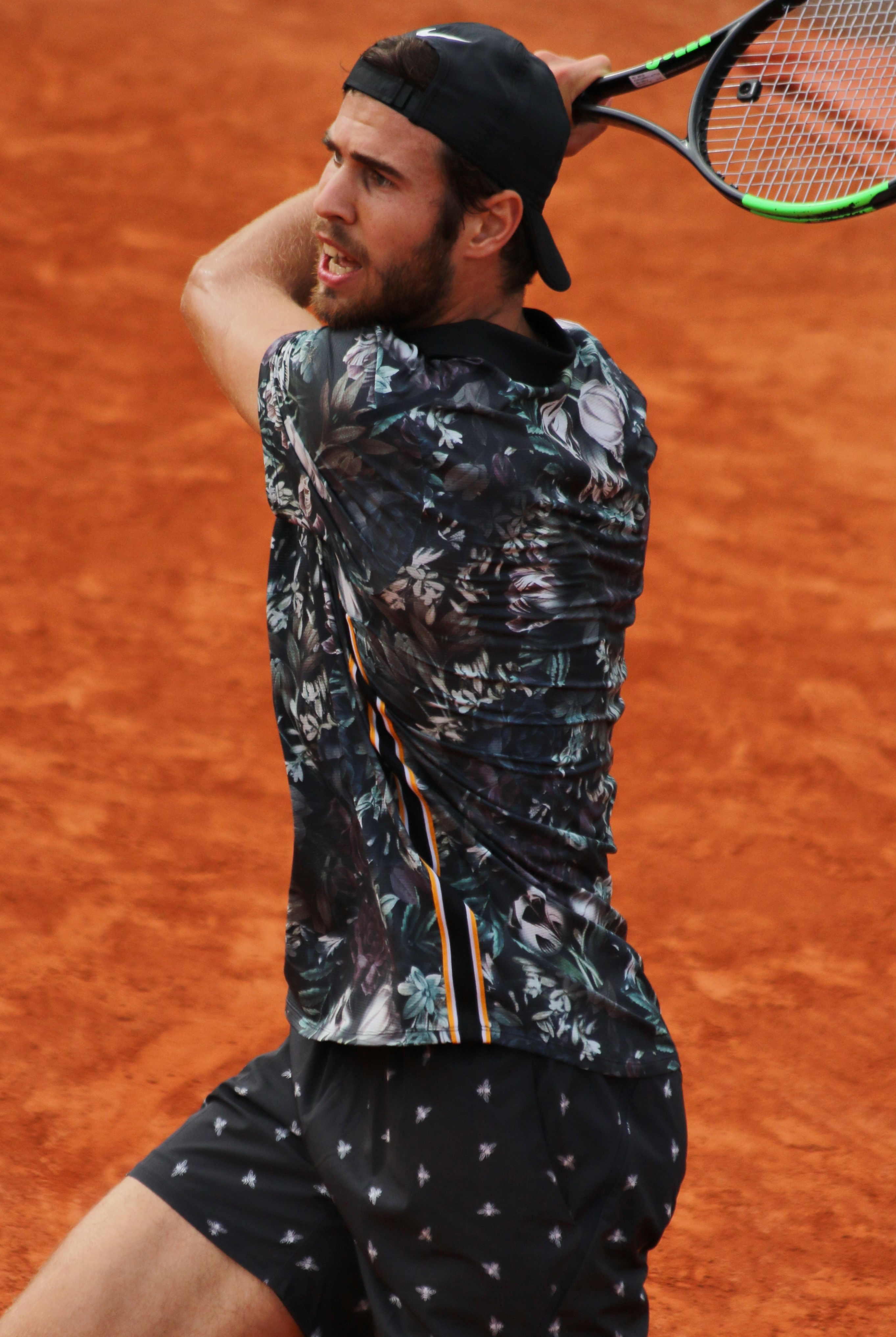
2019年全仏オープンでのカレン・ハチャノフ

マドリード・オープンでは2回戦でフェルナンド・ベルダスコに敗れ、続くBNLイタリア国際でも3回戦でベルダスコに敗れたが、全仏オープンでは4回戦でフアン・マルティン・デル・ポトロに7-5, 6-3, 3-6, 6-3で勝利し、グランドスラム初のベスト8入り。準々決勝でドミニク・ティエムに2-6, 4-6, 2-6で敗れたが、大会後には世界ランキング9位となり、トップ10入りを果たした。

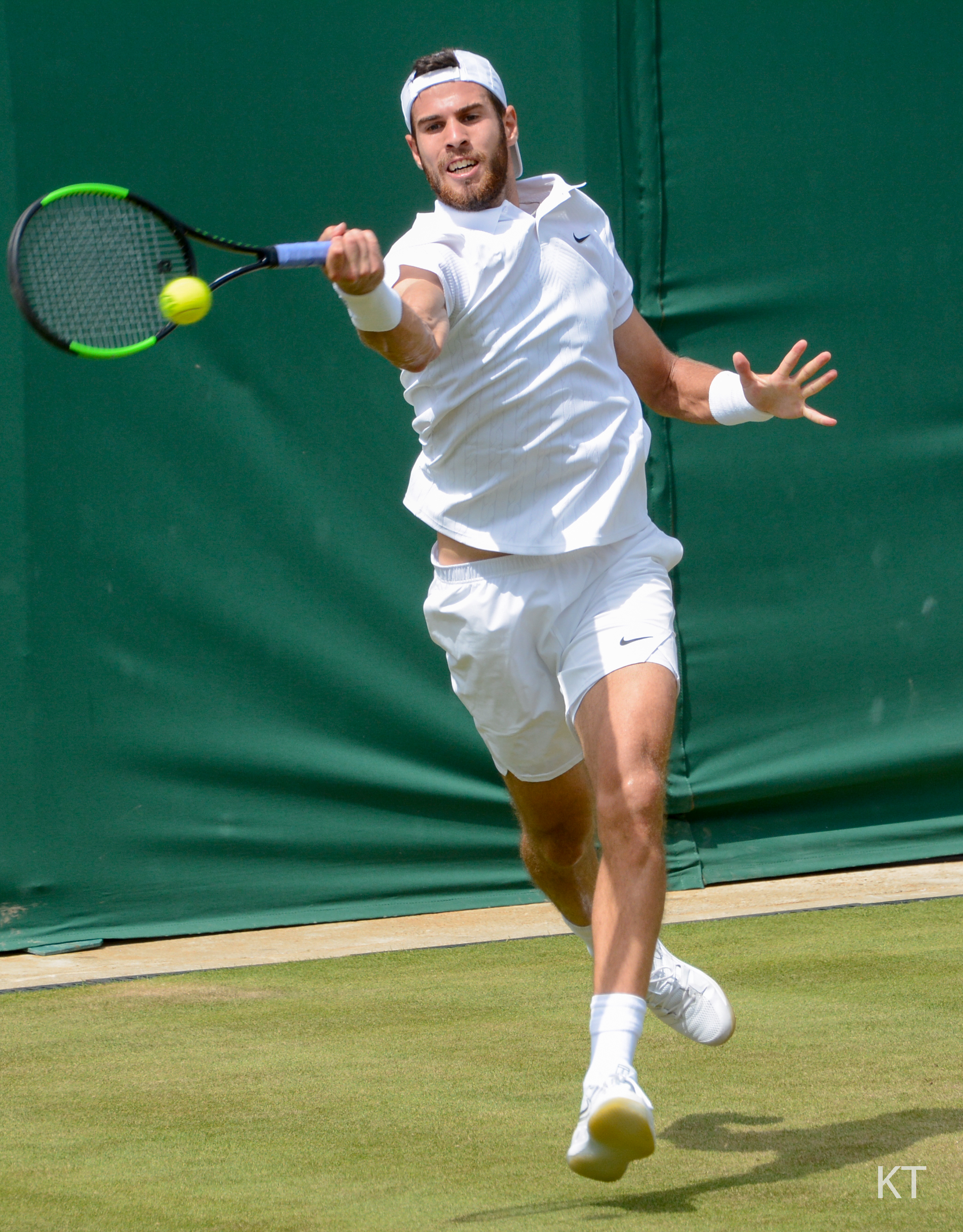
2019年ウィンブルドンでのカレン・ハチャノフ

ウィンブルドン選手権では全豪同様、3回戦でバウティスタ・アグートにストレートで敗退。
ナショナル・バンク・オープンでは2年連続ベスト4入り。準決勝でダニール・メドベージェフに敗れた。ウエスタン・アンド・サザン・オープンではリュカ・プイユに3回戦で敗れた。全米オープンでは1回戦でバセク・ポシュピシルに6-4, 5-7, 5-7, 6-4, 3-6のフルセットの末に敗れた。上海マスターズでは3回戦でファビオ・フォニーニに敗退。パリ・マスターズではヤン＝レナード・ストルフに初戦敗退。年間最終ランキングは17位。

### 2020年 ATP杯ベスト4
ATPカップではダニール・メドベージェフらと共にロシア代表として出場し、準決勝進出を果たしたが、セルビア代表に敗れた。
全豪オープンでは3回戦まで進出し、ニック・キリオスとの4時間26分の大熱戦の末、2-6, 6-7(5), 7-6(6), 7-6(7), 6-4(10-8)のスーパータイブレークで惜敗した。ウエスタン・アンド・サザン・オープンでは3回戦でロベルト・バウティスタ・アグートに敗退。全米オープンでは1回戦でヤニック・シナーを破り、2回戦のアンドレイ・クズネツォフ戦も突破したが、3回戦で第21シードのアレックス・デミノーに敗退。BNLイタリア国際ではキャスパー・ルードに初戦敗退。全仏オープンでは2年連続4回戦進出するも、第1シードのノバク・ジョコビッチに敗れた。パリ・マスターズではアレハンドロ・ダビドビッチ・フォキナに初戦敗退。年間最終ランキングは20位。

### 2021年 東京五輪銀メダル ウィンブルドンベスト8 デビス杯初優勝
全豪オープンを3年連続3回戦進出するも、第9シードのマッテオ・ベレッティーニに6-7(1), 6-7(5), 6-7(5)のストレートで敗れた。
モンテカルロ・マスターズでは2回戦でパブロ・カレーニョ・ブスタに敗退。マドリード・オープンでは錦織圭に、BNLイタリア国際ではフェデリコ・デルボニスにそれぞれ初戦敗退。全仏オープンでは2回戦では第23シードとして出場するも、錦織圭に6-4, 2-6, 6-2, 4-6, 4-6のフルセットで敗れた。
ウィンブルドン選手権では2度目の4回戦進出を果たした。同胞のダニール・メドベージェフとアンドレイ・ルブレフとハチャノフ自身を含めて、ロシア人選手3人のウィンブルドン4回戦進出は初めてのことであった。4回戦ではセバスチャン・コルダを3-6, 6-4, 6-4, 5-7, 10-8のフルセットで破り、初のウィンブルドン選手権ベスト8入りを果たした。準々決勝ではお互い初の準決勝をかけ、デニス・シャポバロフと対決し、4-6, 6-3, 7-5, 1-6, 4-6のフルセットの末に敗れた。

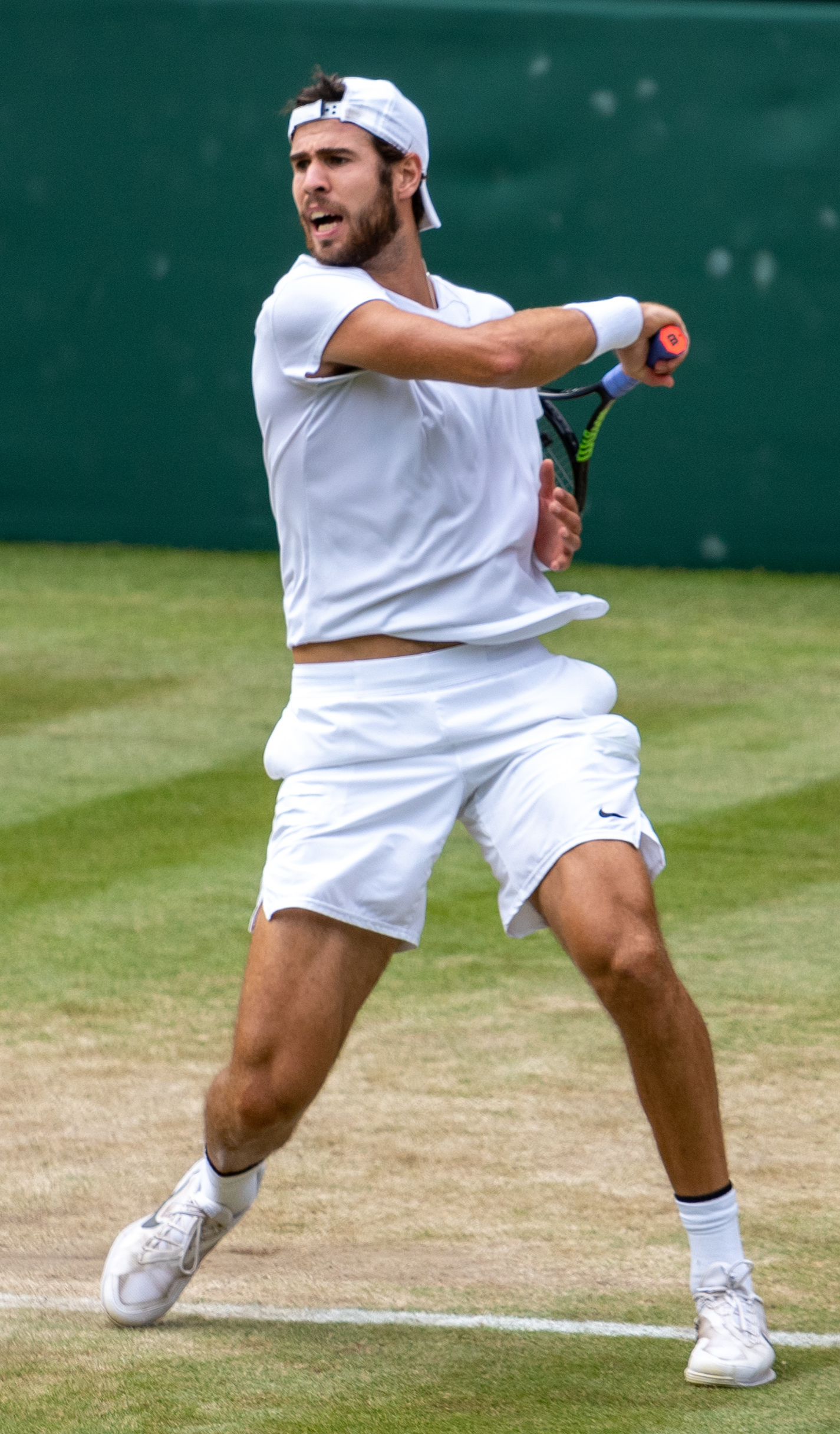
2021年ウィンブルドン選手権でのカレン・ハチャノフ

その好調さのまま迎えた東京五輪ではベスト4入り。準決勝ではパブロ・カレーニョ・ブスタをストレートで破り、決勝ではアレクサンダー・ズベレフに敗退したが、オリンピック初出場で銀メダルを獲得した。
ナショナル・バンク・オープンでは3回戦でステファノス・チチパスに敗れた。ウエスタン・アンド・サザン・オープンでは2回戦でフェリックス・オジェ＝アリアシムに敗退。全米オープンでは第25シードで出場するも、ロイド・ハリスに4-6, 6-1, 6-4, 3-6, 2-6のフルセットで初戦敗退。BNPパリバ・オープンでは4回戦でニコロズ・バシラシビリに敗退。パリ・マスターズでは2回戦でグリゴール・ディミトロフに敗れた。
デビスカップ2020はロシアテニス連盟として出場。決勝でクロアチアを下して、優勝に貢献した。年間最終ランキングは28位。

### 2022年 全米ベスト4
アデレード国際1では決勝でガエル・モンフィスに4-6, 4-6で敗れ、準優勝。全豪オープンでは第28シードとして出場し、3回戦で第6シードのラファエル・ナダルに3-6, 2-6, 6-3, 1-6で敗退。カタール・エクソンモービル・オープンではベスト4入り。準決勝でロベルト・バウティスタ・アグートに6-2, 3-6, 5-7で敗れた。

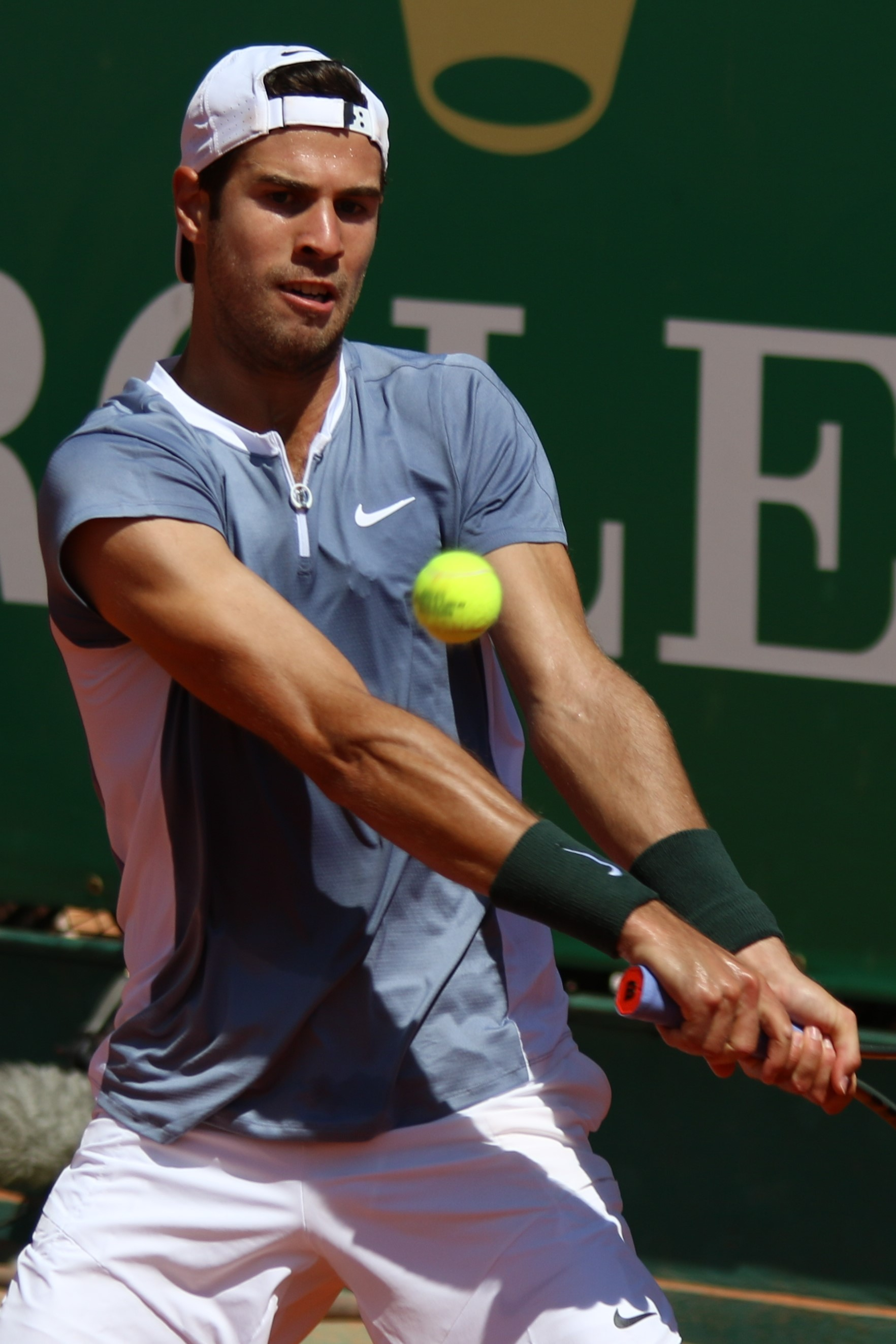
2022年モンテカルロ・マスターズでのカレン・ハチャノフ

モンテカルロ・マスターズではディエゴ・シュワルツマンに初戦敗退。セルビア・オープンではベスト4入り。準決勝でノバク・ジョコビッチに6-4, 1-6, 2-6で敗れた。マドリード・オープンではリュカ・プイユに初戦敗退。ローマ・マスターズでは3回戦でステファノス・チチパスに敗れた。全仏オープンでは3回戦では第10シードのキャメロン・ノーリーに6-2, 7-5, 5-7, 6-4で勝利。4回戦では第6シードのカルロス・アルカラスに1-6, 4-6, 4-6のストレートで敗れた。
ウィンブルドンにはウクライナ侵攻の影響でAELTCがロシア人とベラルーシ人選手の参加を拒否したため、ウィンブルドン選手権には出場できなかった。
全米オープンでは第27シードとして出場。4回戦では第12シードのパブロ・カレーニョ・ブスタに4-6, 6-3, 6-1, 4-6, 6-3のフルセットで勝利し、ベスト8入り。準々決勝では第23シードのニック・キリオスを7-5, 4-6, 7-5, 6-7(3), 6-4のフルセットの熱戦で勝利し、グランドスラム初のベスト4入りを果たし。準決勝では第5シードのキャスパー・ルードに6-7(5), 2-6, 7-5, 2-6で敗れた。パリ・マスターズでは3回戦でジョコビッチに4-6, 1-6のストレートで敗れた。年間最終ランキングは20位。

### 2023年 全豪ベスト4
1月、全豪オープンには第18シードとして出場。3回戦では第18シードのフランシス・ティアフォーを6-3, 6-4, 3-3, 7-6(9)で破り、4回戦では第31シードの西岡良仁を6-0, 6-0, 7-6(4)のダブルベーグルでストレートで圧倒し、大会初のベスト8入りをし、四大大会すべてでベスト8進出を果たした。準々決勝での第29シードのセバスチャン・コーダ戦では7-6(5), 6-3, 3-0の時点で相手の途中棄権により、ベスト4入り。準決勝では第3シードのステファノス・チチパスに6-7(2), 4-6, 7-6(6), 3-6で敗退。

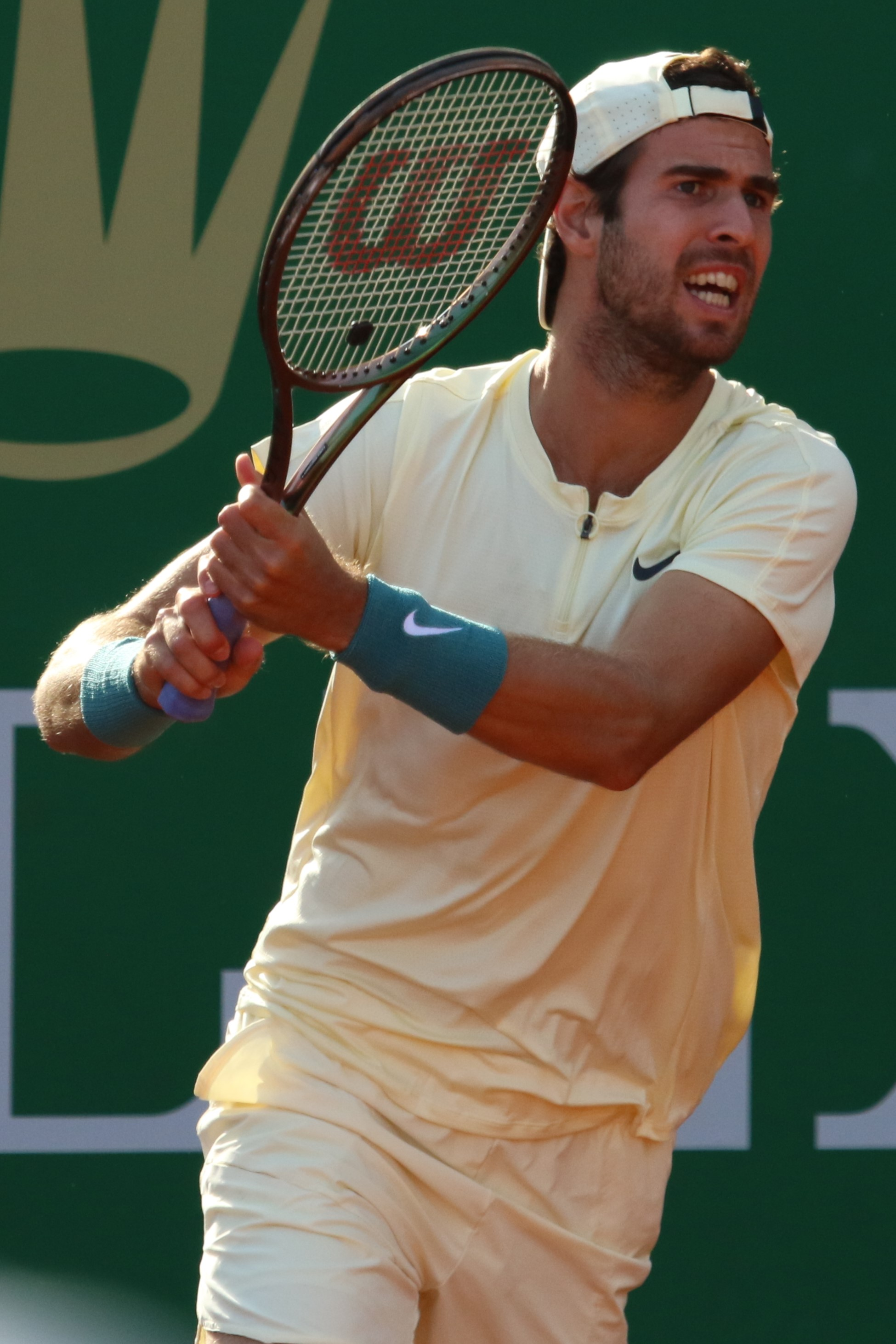
2023年モンテカルロ・マスターズでのカレン・ハチャノフ

4月、モンテカルロ・マスターズでは3回戦でアンドレイ・ルブレフに敗れた。バルセロナ・オープンでは2回戦でダニエル・エバンスに3-6, 4-6のストレートで敗退。
5月、マドリード・オープンでは4回戦でルブレフを下し、ベスト8進出するも、準々決勝ではカルロス・アルカラスに4-6, 5-7のストレートで敗れた。BNLイタリア国際ではグレゴワール・バレールに初戦敗退。
6月、全仏オープンでは3回戦でタナシ・コキナキスを6-4, 6-1, 3-6, 7-6(5)、4回戦でロレンツォ・ソネゴを1-6, 6-4, 7-6(7), 6-1でそれぞれ下して、2017年以来となる、6年ぶりのベスト8進出。準々決勝では第3シードのノバク・ジョコビッチに6-4, 6-7(0), 2-6, 4-6の逆転で敗れた。
7月、全仏オープンで負った第1仙骨の疲労骨折と部分骨折の怪我により、昨年に続き四大大会第3戦となるウィンブルドン選手権の欠場を余儀なくされた。
8月、全米オープンではマイケル・モーに2-6, 4-6, 2-6のストレートで初戦敗退となった。
9月、珠海選手権では決勝進出。決勝では西岡良仁を7-6(4), 6-1のストレートで勝利し、2018年以来となる、5年ぶりのツアー優勝を果たし、ツアー6勝目を挙げた。
10月、上海マスターズでは2回戦でグリゴール・ディミトロフに敗れた。ジャパン・オープンではアレクセイ・ポピリンに4-6, 2-6のストレートで初戦敗退。
11月、パリ・マスターズではベスト8進出するも、準々決勝でチチパスに3-6, 4-6のストレートで敗れた。年間最終ランキングは15位。

### 2024年 ツアー6勝目
全豪オープンでは4回戦進出。4回戦ではヤニック・シナーに4-6, 5-7, 3-6のストレートで敗れた。オープン13では準決勝でグリゴール・ディミトロフに7-6(3), 4-6, 6-7(5)で敗れ、ベスト4入り。そのままカタール・エクソンモービル・オープンでの決勝ではヤクプ・メンシークを7-6(12), 6-4のストレートで破り、ツアー6勝目を挙げた。
BNPパリバ・オープンではチアゴ・ザイボチ・ヴィウチに1-6, 5-7のストレートで初戦敗退。マイアミ・オープンでは4回戦でアレクサンダー・ズベレフに1-6, 4-6のストレートで敗れた。モンテカルロ・マスターズでは初のベスト8進出。準々決勝ではステファノス・チチパスに4-6, 2-6のストレートで敗退。マドリード・オープンでは4回戦でシナーに7-5, 3-6, 3-6で敗れた。

## 主要大会決勝

### マスターズ1000決勝

#### シングルス:1 (1タイトル)
| 結果 | 年     | 大会 | サーフェス    | 対戦相手             | スコア   |
| ---- | ------ | ---- | ------------- | -------------------- | -------- |
| 優勝 | 2018年 | パリ | ハード (室内) | ノバク・ジョコビッチ | 7-5, 6-4 |

### オリンピック

#### シングルス:1 (1銀メダル)
| 結果   | 年     | 大会     | サーフェス | 対戦相手                 | スコア   |
| ------ | ------ | -------- | ---------- | ------------------------ | -------- |
| 準優勝 | 2021年 | 東京五輪 | ハード     | アレクサンダー・ズベレフ | 3-6, 1-6 |

## ATPツアー決勝進出結果

### シングルス: 11回 (7勝4敗)
| 大会グレード                    |
| グランドスラム (0–0)            |
| ATPファイナルズ (0–0)           |
| ATPツアー・マスターズ1000 (1–1) |
| オリンピック (0–1)              |
| ATPツアー500 (0–1)              |
| ATPツアー250 (6–1)              |

| サーフェス別タイトル |
| ハード (7–4)         |
| クレー (0–0)         |
| 芝 (0–0)             |
| カーペット (0–0)     |

| 結果   | No. | 決勝日         | 大会        | サーフェス    | 対戦相手                     | スコア                  |
| ------ | --- | -------------- | ----------- | ------------- | ---------------------------- | ----------------------- |
| 優勝   | 1.  | 2016年10月2日  | 成都        | ハード        | アルベルト・ラモス＝ビノラス | 6-7(4-7), 7-6(7-3), 6-3 |
| 優勝   | 2.  | 2018年2月25日  | マルセイユ  | ハード (室内) | リュカ・プイユ               | 7-5, 3-6, 7-5           |
| 優勝   | 3.  | 2018年10月21日 | モスクワ    | ハード (室内) | アドリアン・マナリノ         | 6-2, 6-2                |
| 優勝   | 4.  | 2018年11月4日  | パリ        | ハード (室内) | ノバク・ジョコビッチ         | 7-5, 6-4                |
| 準優勝 | 1.  | 2021年8月1日   | 東京五輪    | ハード        | アレクサンダー・ズベレフ     | 3-6, 1-6                |
| 準優勝 | 2.  | 2022年1月9日   | アデレード1 | ハード        | ガエル・モンフィス           | 4-6, 4-6                |
| 優勝   | 5.  | 2023年9月26日  | 珠海        | ハード        | 西岡良仁                     | 7-6(7-2), 6-1           |
| 優勝   | 6.  | 2024年2月24日  | ドーハ      | ハード        | ヤクプ・メンシーク           | 7-6(14-12), 6-4         |
| 優勝   | 7.  | 2024年10月20日 | アルマトイ  | ハード (室内) | ガブリエル・ディアロ         | 6-2, 5-7, 6-3           |
| 準優勝 | 3.  | 2024年10月27日 | ウィーン    | ハード (室内) | ジャック・ドレイパー         | 4-6, 5-7                |
| 準優勝 | 4.  | 2025年8月8日   | トロント    | ハード        | ベン・シェルトン             | 7-6(7-5), 4-6, 6-7(3-7) |

### ダブルス: 4回 (1勝3敗)
| 大会グレード                    |
| グランドスラム (0–0)            |
| ATPファイナルズ (0–0)           |
| ATPツアー・マスターズ1000 (1–2) |
| ATPツアー500 (0–1)              |
| ATPツアー250 (0–1)              |

| サーフェス別タイトル |
| ハード (0–3)         |
| クレー (1–0)         |
| 芝 (0–1)             |

| 結果   | No. | 決勝日        | 大会       | サーフェス    | パートナー           | 対戦相手                                  | スコア                |
| ------ | --- | ------------- | ---------- | ------------- | -------------------- | ----------------------------------------- | --------------------- |
| 準優勝 | 1.  | 2018年3月31日 | マイアミ   | ハード        | アンドレイ・ルブレフ | ボブ・ブライアン マイク・ブライアン       | 6-4, 6-7(5-7), [4-10] |
| 準優勝 | 2.  | 2019年11月3日 | パリ       | ハード (室内) | アンドレイ・ルブレフ | ピエール＝ユーグ・エルベール ニコラ・マユ | 4-6, 1-6              |
| 優勝   | 1.  | 2023年5月6日  | マドリード | クレー        | アンドレイ・ルブレフ | ロハン・ボパンナ マシュー・エブデン       | 6-3, 3-6, [10-3]      |
| 準優勝 | 3.  | 2024年6月23日 | ロンドン   | 芝            | テイラー・フリッツ   | ニール・スクプスキ マイケル・ヴィーナス   | 6-4, 6-7(5-7), [8-10] |
| 準優勝 | 4.  | 2025年1月6日  | 香港       | ハード        | アンドレイ・ルブレフ | ルーク・ジョンソン サンダー・アレンズ     | 5-7, 6-4, [7-10]      |

## 成績

### 4大大会シングルス
略語の説明
| W | F | SF | QF | #R | RR | Q# | LQ | A | Z# | PO | G | S | B | NMS | P | NH |

W=優勝, F=準優勝, SF=ベスト4, QF=ベスト8, #R=#回戦敗退, RR=ラウンドロビン敗退, Q#=予選#回戦敗退, LQ=予選敗退, A=大会不参加, Z#=デビスカップ/BJKカップ地域ゾーン, PO=デビスカップ/BJKカッププレーオフ, G=オリンピック金メダル, S=オリンピック銀メダル, B=オリンピック銅メダル, NMS=マスターズシリーズから降格, P=開催延期, NH=開催なし.
| 大会           | 2013 | 2014 | 2015 | 2016 | 2017 | 2018 | 2019 | 2020 | 2021 | 2022 | 2023 | 2024 | 2025 | 通算成績 |
| -------------- | ---- | ---- | ---- | ---- | ---- | ---- | ---- | ---- | ---- | ---- | ---- | ---- | ---- | -------- |
| 全豪オープン   | A    | A    | A    | LQ   | 2R   | 2R   | 3R   | 3R   | 3R   | 3R   | SF   | 4R   | 3R   | 20–9     |
| 全仏オープン   | A    | A    | A    | LQ   | 4R   | 4R   | QF   | 4R   | 2R   | 4R   | QF   | 2R   | 3R   | 24–9     |
| ウィンブルドン | A    | A    | LQ   | LQ   | 3R   | 4R   | 3R   | NH   | QF   | A    | A    | 2R   | QF   | 16–6     |
| 全米オープン   | A    | A    | LQ   | 2R   | 1R   | 3R   | 1R   | 3R   | 1R   | SF   | 1R   | 1R   |      | 10–9     |

### 大会最高成績
| 大会                     | 成績 | 年         |
| ------------------------ | ---- | ---------- |
| ATPファイナルズ          | Alt  | 2018       |
| インディアンウェルズ     | QF   | 2019       |
| マイアミ                 | SF   | 2023       |
| モンテカルロ             | QF   | 2024       |
| マドリード               | QF   | 2023       |
| ローマ                   | 4R   | 2024, 2025 |
| カナダ                   | F    | 2025       |
| シンシナティ             | 3R   | 2017-2020  |
| 上海                     | 3R   | 2019       |
| パリ                     | W    | 2018       |
| オリンピック             | S    | 2021       |
| デビスカップ             | W    | 2021       |
| ATPカップ                | SF   | 2020       |
| Next Gen ATPファイナルズ | RR   | 2017       |